# Leica M Monochrom (Typ 246)
Leica M Monochrom Leica M10 Monochrom
Le Leica M Monochrom (Typ 246) est un appareil photo numérique monochrome de 24 millions de pixels, fabriqué par Leica et présenté le 30 avril 2015. 

## Caractéristiques techniques
Il utilise, à l'instar de son prédécesseur, le Leica M Monochrom, un capteur monochrome plein format CMOS de 24 mégapixels, et reprend le viseur télémétrique utilisé par Leica sur le M depuis 1954, avec le Leica M3.
Le capteur monochrome ne possède pas de matrice de Bayer (ou toute autre matrice de couleur), ce qui lui permet de fournir de "vraies" images en noir et blanc, et non pas des images prises en couleur et par la suite transformées dans un logiciel de post-traitement, tel que Lightroom. Par conséquent, il n'est pas capable de créer des images en couleur. On prête par ailleurs aux capteurs monochrome une plus grande sensibilité à la lumière.
Le Leica M Monochrom (Typ 246), aussi plus régulièrement appelé "Leica M246" ou "Leica M 246" est le second appareil photo monochrome produit par Leica. Il succède au Leica M Monochrom (2012-2015), et sera par la suite remplacé par le Leica M10 Monochrom (2020-2023). En 2023, Leica présente le M11 Monochrom, équipé d'un capteur de 60 millions de pixels.